# Challenger de Zhuhai 2017

El torneo Zhuhai Open 2017 fue un torneo profesional de tenis. Pertenece al ATP Challenger Series 2017. Se disputará su 2ª edición sobre superficie dura, en Zhuhai, China entre el 6 al el 12 de marzo de 2017.

## Jugadores participantes del cuadro de individuales
| Favorito | País                     | Jugador             | Rank1 | Posición en el torneo |
| -------- | ------------------------ | ------------------- | ----- | --------------------- |
| 1        | Bandera de Rusia         | Yevgueni Donskoi    | 116   | CAMPEÓN               |
| 2        | Bandera de Japón         | Yūichi Sugita       | 134   | Segunda ronda         |
| 3        | Bandera de Corea del Sur | Lee Duck-hee        | 135   | Primera ronda         |
| 4        | Bandera de Italia        | Luca Vanni          | 138   | Cuartos de final      |
| 5        | Bandera de Eslovenia     | Blaž Kavčič         | 149   | Segunda ronda         |
| 6        | Bandera de Alemania      | Maximilian Marterer | 151   | Segunda ronda         |
| 7        | Bandera de Italia        | Thomas Fabbiano     | 158   | FINAL                 |
| 8        | Bandera de Bielorrusia   | Uladzimir Ignatik   | 160   | Semifinales           |

- 1 Se ha tomado en cuenta el ranking del 27 de febrero de 2017.

### Otros participantes
Los siguientes jugadores recibieron una invitación (wild card), por lo tanto ingresan directamente al cuadro principal (WC):
- Bai Yan
- Te Rigele
- Wu Di
- Wu Yibing

Los siguientes jugadores ingresan al cuadro principal tras disputar el cuadro clasificatorio (Q):
- Yannick Maden
- Jaume Munar
- Lorenzo Sonego
- Yasutaka Uchiyama

## Campeones

### Individual Masculino
- Yevgueni Donskoi derrotó en la final a  Thomas Fabbiano, 6–3, 6–4

### Dobles Masculino
- Gong Maoxin /  Zhang Ze derrotaron en la final a  Ruan Roelofse /  Yi Chu-huan, 6–3, 7–6(4)